# Rukia
Rukia – rodzaj ptaków z rodziny szlarników (Zosteropidae).

## Występowanie
Rodzaj obejmuje gatunki występujące na endemicznie na Karolinach.

## Morfologia
Długość ciała 13–14,5 cm, masa ciała 17,9 g.

## Systematyka

### Etymologia
Atol Ruk (obecna nazwa Chuuk) należący do Wysp Karolińskich.

### Podział systematyczny
Do rodzaju należą następujące gatunki:
- Rukia ruki (E. Hartert, 1897) – okularowiec brunatny
- Rukia longirostra (Taka-Tsukasa & Yamashina, 1931) – okularowiec długodzioby